# Ford Tempo
Der Ford Tempo war ein vom US-amerikanischen Automobilhersteller Ford von Mitte 1983 bis Frühjahr 1994 produziertes Mittelklassemodell und Nachfolger des Ford Fairmont. Das baugleiche Schwestermodell von Mercury war der Topaz.

## Modellgeschichte
Im Mai 1983 präsentierte Ford den technisch mit dem US-Escort verwandten, aber auf einem längeren Radstand stehenden (253 statt 239 cm) Tempo als zweitüriges Coupé und viertürige Limousine, jeweils mit Stufenheck. Stilistisch orientierte sich der Tempo sehr an der Formensprache des ein Jahr früher erschienenen Ford Sierra.
Erhältlich waren die Ausstattungsstufen L, GL und GLX. Die Modelle besaßen anfangs einen 85 PS (62,5 kW) leistenden 2,3-Liter-Vierzylinder mit Vergaser, ab 1984 wahlweise einen 87 PS (64 kW) oder 101 PS (74 kW) starken  2,3-Liter-Vierzylinder mit Saugrohreinspritzung oder einen von Mazda stammenden 2-Liter Dieselmotor mit 53 PS (39 kW).
Im Herbst 1985 erfolgte ein erstes Facelift an Bug und Heck, erkennbar an den bündigen Scheinwerfern, zugleich entfiel der Tempo L. 1987 wurde eine Allrad-Version unter der Bezeichnung Tempo AWD eingeführt und der Dieselmotor fiel aus dem Angebot. Zur gleichen Zeit wurde die Produktion der Limousine eingestellt.
1988 wurde der Tempo erneut optisch überarbeitet und erhielt einen geänderten Kühlergrill sowie, im Falle der Limousine, ein neues Dach mit drei Seitenfenstern. Der GLX wurde in GLS umbenannt.
Ab 1992 war im Tempo ein Dreiliter-V6 mit 142 PS (104 kW) erhältlich, während zugleich die Allradversion  gestrichen wurde. 1993 wurde das Angebot weiter ausgedünnt, es gab nur noch den GL als Zwei- und Viertürer und den viertürigen LX.
Bis zum Auslaufen der Produktion im Frühjahr 1994 fertigte Ford vom Tempo 2.816.721 Exemplare. Abgelöst wurde er durch den Ford Contour.

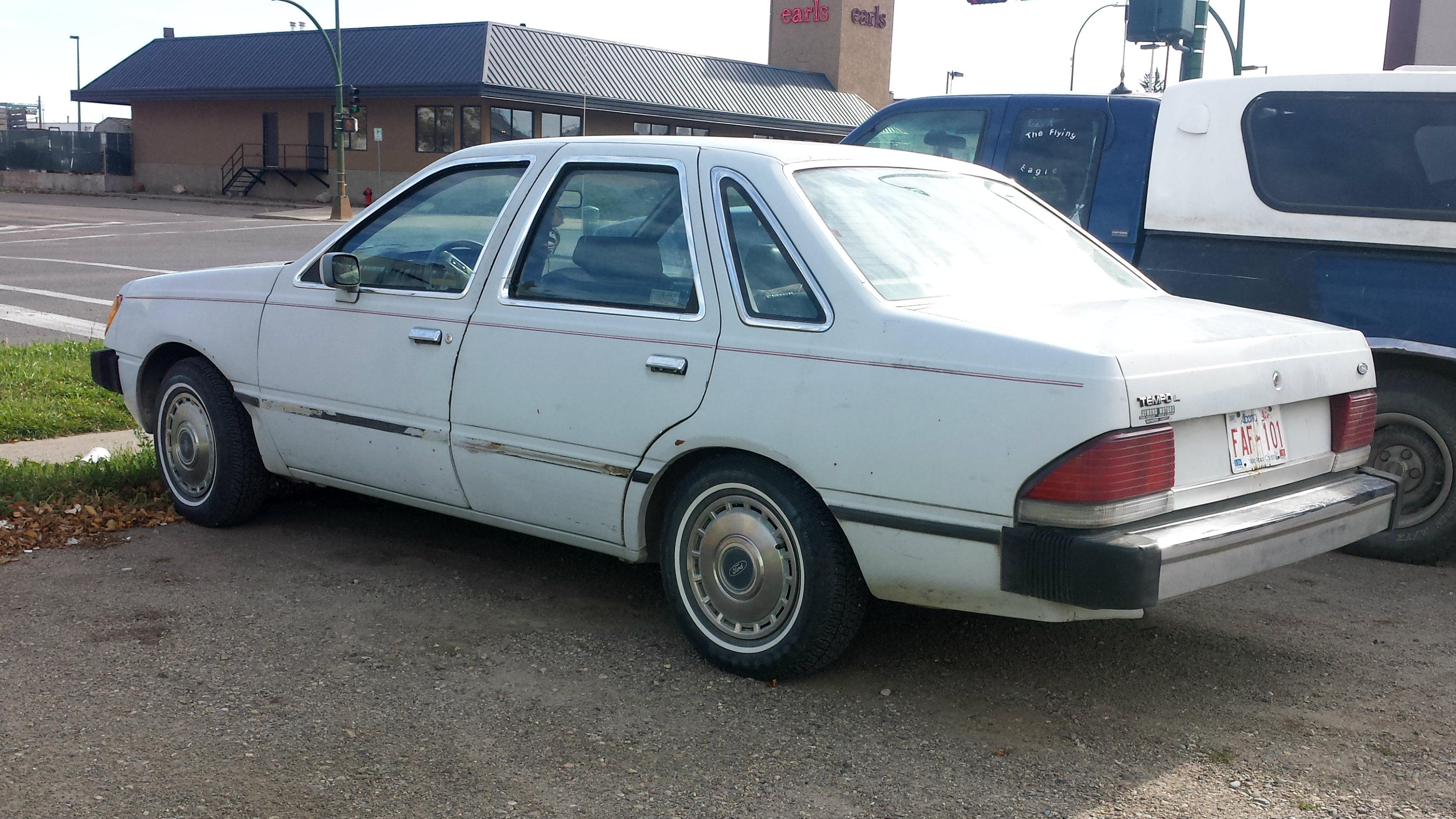
Heckansicht (1983–1985)
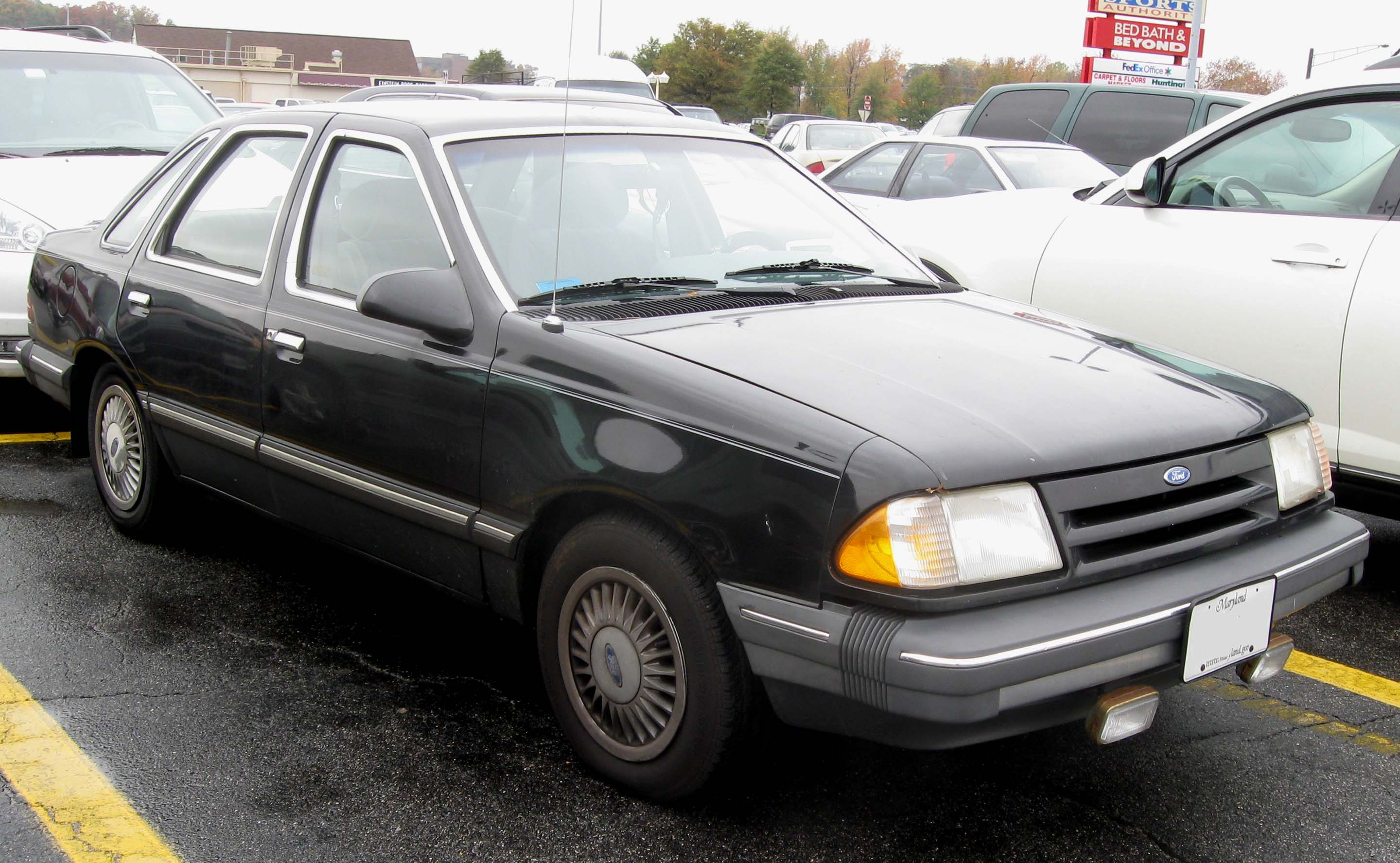
Ford Tempo (1985–1988)
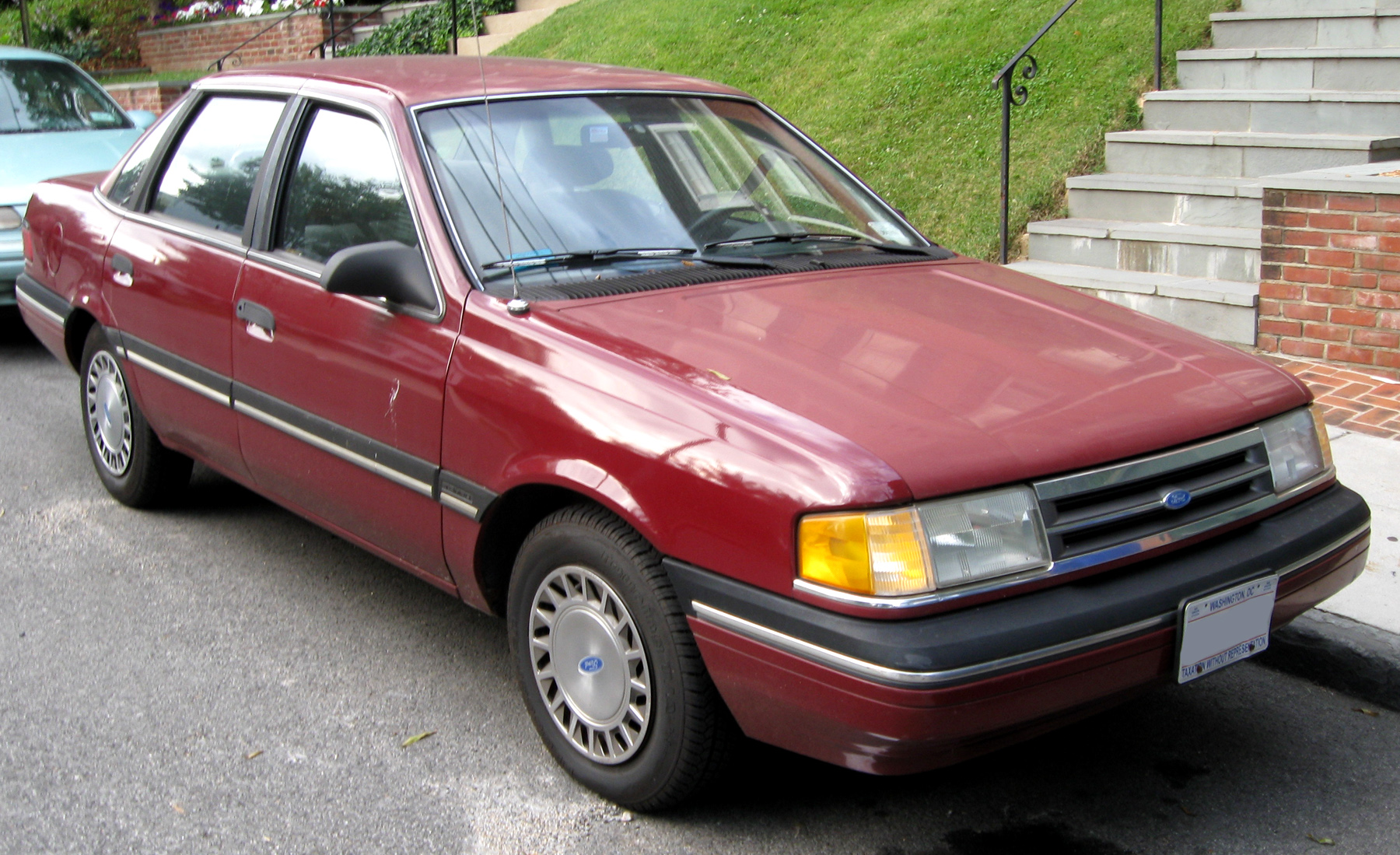
Ford Tempo (1988–1992)
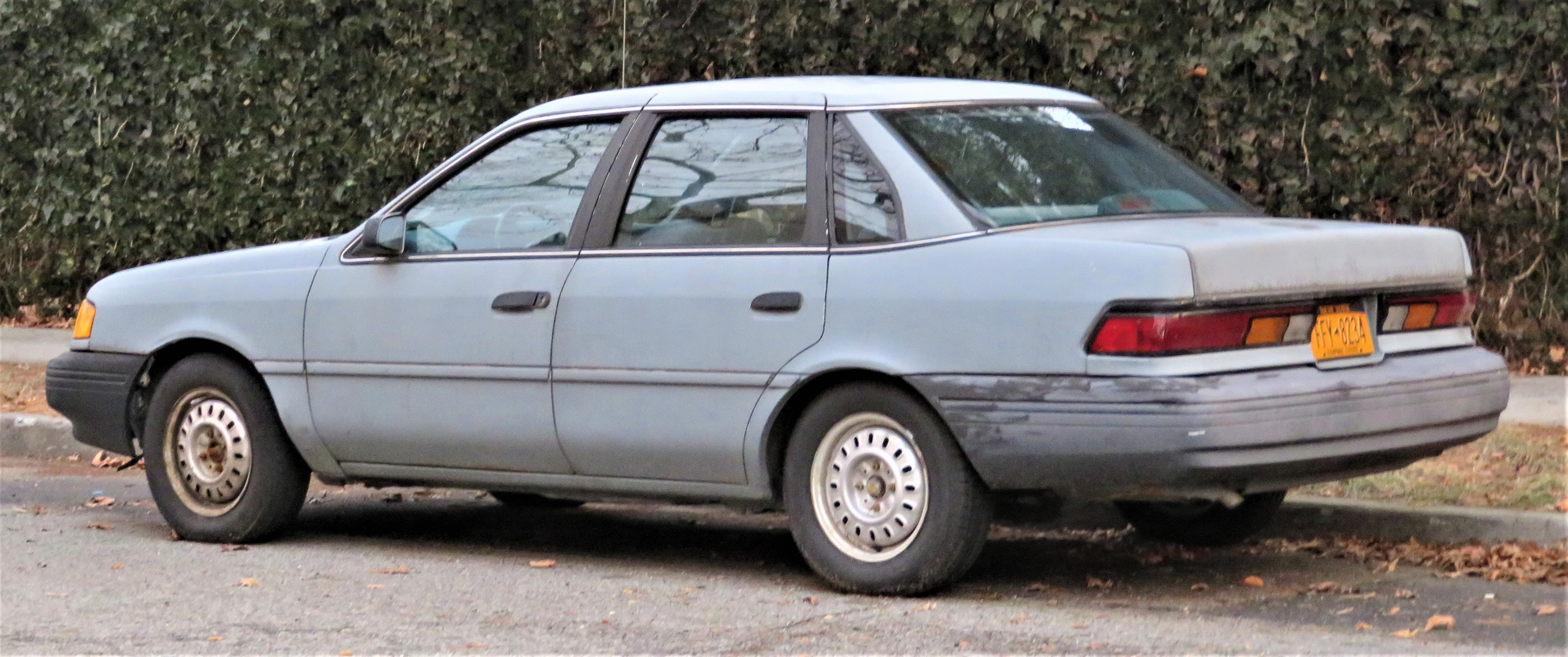
Heckansicht (1992–1994)
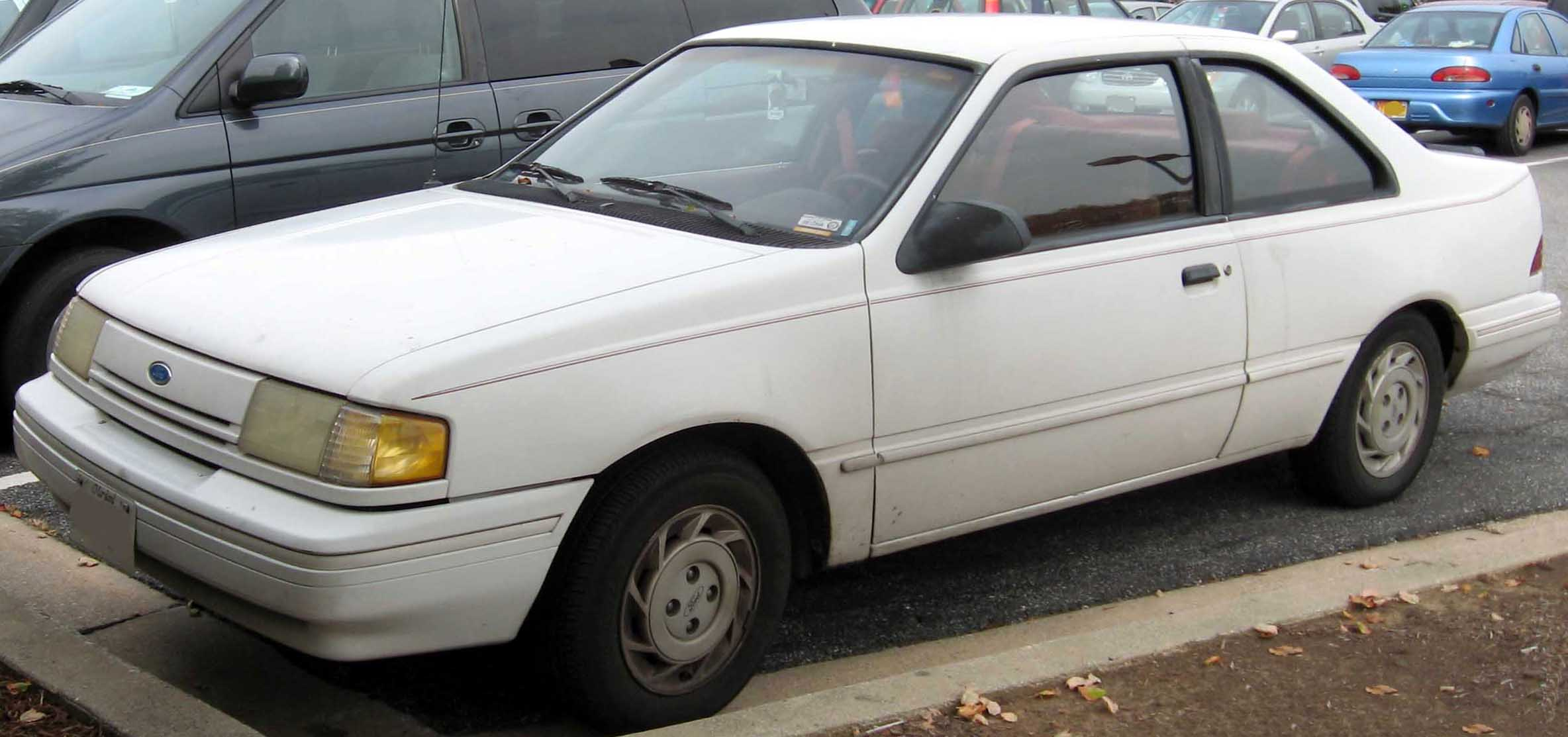
Ford Tempo Coupé (1992–1994)